# 諸口あきらのフレッシュモーニング
『諸口あきらのフレッシュモーニング』（もろぐちあきらのフレッシュモーニング）は、1992年4月 - 1996年9月30日までKBS京都で放送された朝の生ワイド番組、放送時間は朝7時 - 9時42分と言う変則バージョンなのは9時42分より「売り切れ御免!山ちゃん商店」が放送されていたため（後に番組内に取り込み9時50分まで延長）。
途中から、梶原誠がスポーツコーナーを担当。

## パーソナリティー
- 諸口あきら
- 塩見祐子
- 水野潤子 1995年4月より

## ラジオカー
「ラジエモン」の愛称を持つラジオカーから朝の京都市内をレポート
- 安岡千穂
- 竹上和見 1995年4月より月曜・火曜、担当
- 西村寿一 1995年4月より水曜・木曜、担当

## 番組内のコーナー
- 朝の歳時記
- 交通情報
- 交通取締り情報
- ここにこの人
- 話題のスポット
- 武田鉄矢・今朝の三枚おろし
- 人間心意気
- 人間交遊録
- 京都発見滋賀発見
- 売り切れ御免！山ちゃん商店
- とっておき京都

など
| KBS京都 月 - 木曜朝の生ワイド番組枠  | KBS京都 月 - 木曜朝の生ワイド番組枠 | KBS京都 月 - 木曜朝の生ワイド番組枠   |
| 前番組                               | 番組名                              | 次番組                                |
| ------------------------------------ | ----------------------------------- | ------------------------------------- |
| つボイノリオのおはようアドベンチャー | 諸口あきらのフレッシュモーニング    | めざましRadio 〜おはよう!寿・新鮮組〜 |